# روث دياز
روث دياز (بالإسبانية: Ruth Díaz)‏ هي ممثلة إسبانية، ولدت يوم 26 يناير 1975 في رَينوسة في إسبانيا.

## روابط خارجية
- روث دياز على موقع IMDb (الإنجليزية)
- روث دياز على موقع ألو سيني (الفرنسية)
- روث دياز على موقع أول موفي (الإنجليزية)
- روث دياز على موقع قاعدة بيانات الفيلم (الإنجليزية)
- روث دياز على موقع كينوبويسك (الروسية)